# HD 92945
HD 92945는 바다뱀자리 방향에 있는 K형 주계열성이다. 겉보기 등급은 가장 밝을 때 약 +7.72이며 이를 기준으로 0.02 정도 진폭을 보인다. 허블 우주 망원경에 장착된 NICMOS, 첨단관측카메라로 이 별을 코로나그래프 촬영법을 써 관측한 결과 먼지 원반 구조가 발견되었다. 원반은 항성으로부터 45 ~ 175 천문단위 범위에 퍼져 있으며 궤도경사각은 약 29도이다.